# Алекса Ђилас Бећо
Алекса Ђилас Бећо (Подбишће, код Мојковца, 1906 — Слијепач Мост, код Бијелог Поља, 2. новембар 1941) био је учитељ, учесник Народноослободилачке борбе и народни херој Југославије.

## Биографија
Рођен је 1906. године у селу Подбишће, код Мојковца. Потиче из официрске породице, његов отац Никола је био официр Црногорске војске.
Ниже разреде гимназије учио је у Колашину и Беранама. Учитељску школу похађао је у Цетињу и Београду, где је и дипломирао 1928. године. Веома рано, као ученик Учитељске школе, прикључио се омладинском покрету. Учествовао је у разним демонстрацијама које је организовала Комунистичка партија Југославије (КПЈ). После завршене Учитељске школе одлази у војску, у Школу резервних официра, где уместо девет остаје 14 месеци, јер је одбио да полаже испит за резервног официра, што је било у складу с партијском директивом.
Као учитељ запослио се прво у Тутину, а од фебруара 1931. године радо је у Слијепач—Мосту, близу Бијелог Поља. У јесен 1931. године премештен је, због свог револуционарног рада, у село Буковску, код Кучева (Македонија), али је наставио своју активност, па је премештен у село Грочник, код Требиња. Због свог револуционарног рада, 1933. године отпуштен је из службе и протеран у Бијело Поље, где су му живели родитељи.
Без службе је био шест година, и од 1933. до 1940. године живео је у Мојковцу и Бијелом Пољу. У мају 1936. године, да би избегао хапшење, повукао се с групом мојковачких комуниста у илегалност до краја године. На радном месту учитеља у селу Стожеру, које је добио после шест година проведених без службе, остао је само годину, а затим је био премештен на пустару код Суботице.
Када је Нацистичка Немачка напала Краљевину Југославију, позван је у војску у Даниловград. После краткотрајног Априлског рата и капитулације, враћа се у Бијело Поље. У данима пред Тринаестојулски устанак учествује у припремању оружане борбе против окупатора, а у устанку је био један од његових организатора. Под његовим непосредним руководством изводе се први оружани сукоби с окупатором код Врлоступа, на путу Мојковац—Колашин, и напади на карабињерску станицу у Мојковцу.
У јесен 1941. године постао је члан Штаба Комског партизанског одреда. Због ауторитета који је уживао у народу и способности које је показивао, издајници му 2. новембра 1941. године поставили заседу, код Слијепач-Моста и убили га.
Борећи се у партизанским одредима кратко време, Алекса Ђилас је показао изванредно јунаштво. Поводом његове погибије, у Саопштењу број 3. Главног штаба НОП одреда за Црну Гору и Боку, поред осталог, каже се: …2. новембра убили су из заседе изроди црногорског народа — крилаши — једног од најхрабријих црногорских партизана, друга Алексу Ђиласа. После једне вишечасовне борбе с једном крилашком бандом, друг Алекса се враћао на челу чете и био једина жртва постављене заседе….
Указом Председништва Антифашистичког већа народног ослобођења Југославије (АВНОЈ), 11. јула 1945. постхумно је одликован Орденом заслуга за народ првог реда. Указом Президијума Народне скупштине ФНР Југославије, 5. јула 1951. године, проглашен је за народног хероја.
Основна школа у Мојковцу носи његово име, као и Културно-уметничко друштво из Бијелог Поља.
У Народноослободилачком рату су учествовала оба Алексина млађа брата — Милован и Миливоје. Милован звани „Ђидо“ (1911—1995) је био члан ЦК КПЈ и члан Врховног штаба НОВ и ПОЈ, а Миливоје звани Мињо (1914—1942) је стрељан у Јајинцима, као заточеник логора на Бањици. Сестра Добрана (1921—1942) погинула је у борбама са четницима и Бугарима на југу Србије, док је отац Никола (1871—1943) убијен од балиста у Србици, код Косовске Митровице.